# Cosio Valtellino
Cosio Valtellino (Cös in dialetto valtellinese) è un comune italiano sparso di 5 571 abitanti della provincia di Sondrio in Lombardia. In contrasto con la sua denominazione, il capoluogo comunale non coincide con l'abitato di Cosio, bensì con quello di Regoledo.
A Cosio Valtellino risiede la sede principale della Galbusera, nota azienda dolciaria.

## Geografia fisica

### Territorio
Il territorio di Cosio Valtellino si estende per una superficie di 23,93 chilometri quadrati.
A nord, il confine comunale segue per un tratto il percorso del fiume Adda ed è contermine con i comuni di Mantello, Cercino e Traona; a sud le frazioni montuose di Sacco e Mellarolo confinano con il comune di Rasura e, a sud-est, Bema. Ad est, infine, il comune confina con Morbegno e ad ovest con Rogolo.

### Sismologia
Dal punto di vista sismico Cosio Valtellino presenta un rischio molto basso ed è stato classificato fra i comuni della zona 3 (bassa sismicità) dalla Regione Lombardia.

### Clima
Il clima di Cosio Valtellino è quello caratteristico delle pianure settentrionali italiane e delle zone di bassa montagna, caratterizzato da inverni freddi e abbastanza rigidi ed estati che talvolta possono risentire di elevate temperature; la piovosità si concentra principalmente in autunno e in primavera. Il paese appartiene alla zona climatica E.
| Mese                        | Gen | Feb | Mar | Apr | Mag | Giu | Lug | Ago | Set | Ott | Nov | Dic | Anno |
| --------------------------- | --- | --- | --- | --- | --- | --- | --- | --- | --- | --- | --- | --- | ---- |
| Temperatura max. media (°C) | 6   | 8   | 12  | 16  | 21  | 25  | 28  | 27  | 23  | 18  | 11  | 6   | 16.7 |
| Temperatura min. media (°C) | - 2 | 0   | 3   | 7   | 11  | 14  | 17  | 17  | 14  | 9   | 4   | - 1 | 7.7  |
| Piogge (mm)                 | 71  | 64  | 83  | 89  | 127 | 113 | 110 | 129 | 94  | 109 | 111 | 56  | 101  |
| Umidità relativa (%)        | 75  | 75  | 68  | 71  | 69  | 67  | 67  | 68  | 71  | 75  | 78  | 79  | 71.9 |

## Origini del nome
Secondo gli studi più recenti, il toponimo di Cosio Valtellino sarebbe da ricercare nella presenza etrusca in Valtellina. Il nome infatti sembrerebbe molto simile nell'origine ad altri nomi di località etrusche come "Cosae" oppure "Cosa" presso Turi o Paestum.

## Storia

### Il medioevo
Il primo documento scritto nel quale compare il nome di Cosio è relativo all'anno 968. Pochi anni dopo, attorno al 1002, ritroviamo il borgo compreso nella pieve di Olonio; la quale, insieme alla pieve di Ardenno, occupava tutti i territori della bassa Valtellina. Nell'XI secolo si ha il primo insediamento cluniacense in loco, l'abbazia di San Pietro in Vallate, sorta grazie alle donazioni eseguite nel 1078 da Ottone e Bonizia, originari dell'Isola Comacina. Il sito, ancora oggi presente, divenne un priorato fortemente legato nei secoli a quello di Piona, presso Colico. Col tempo l'abbazia venne sempre meno frequentata dai monaci, forse perché troppo distante da centri commerciali e culturali di rilievo o per l'inclemenza del clima.
Ai monaci, dunque, subentrò la famiglia dei Visdomini. Furono nominati feudatari di Cosio da Federico Barbarossa nel 1158, oltre che dei borghi di Colico, Delebio, Morbegno e Talamona. Con un'estensione territoriale notevole, la famiglia si divise ben presto i territori. Uno dei due rami, stabilì la propria residenza principale proprio a Cosio. La famiglia crebbe sempre più in potenza, tant'è vero che le venne affidato l'incarico ereditario di Podestà della Valtellina, con sede sempre nell'abitato di Cosio, nell'attuale località non a caso indicata col nome di Dosso del Visconte, sul quale insisteva anche un castello di proprietà della casata.
Nell'ambito delle lotte tra guelfi e ghibellini, nel 1304, il castello dei Visdomini, ormai in decadenza, venne raso al suolo dalla famiglia Vitani, originaria di Como, che si sostituì ai Visdomini nel ruolo di famiglia dominante nell'area. Gli stravolgimenti delle guerre spinsero in questo periodo molti abitanti ad abbandonare il paese ed a cercare rifugio sulle montagne, spopolando o quasi la borgata. Il dominio dei Vitani ad ogni modo perdurò per poco perché già dal 1335 Cosio e tutta la Valtellina caddero sotto il dominio dei Visconti di Milano. Il governo visconteo non fu certo tra i migliori per la zona, a tal punto che nel 1369 scoppiò una ribellione in molti comuni tra cui spiccava Cosio Valtellino, rivolta che terminò nel 1373 con la concessione di una pace generale e di alcuni privilegi locali.

### Dalla signoria sforzesca a quella dei Grigioni

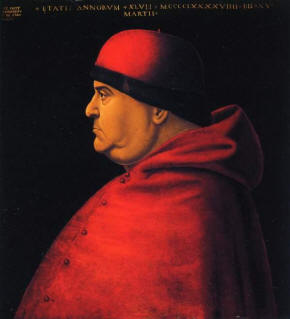
Il cardinale Ascanio Sforza, feudatario della Valtellina, riuscì a riportarvi la pace dopo quasi un secolo di lotte interne

Nel Quattrocento il borgo fu minacciato dai Veneziani che tentarono di privare i Visconti della Valtellina nella Battaglia di Delebio del 1432 senza riuscirvi. È in questo periodo che si inserisce la storia di Bona Lombarda, una contadina di Cosio Valtellino che divenne nota per la lunga vicenda d'amore con Pietro Brunoro dei conti Sanvitale di Fontanellato (PR). Il Brunoro si trovava a Morbegno a seguito della Battaglia di Delebio come governatore per conto del Ducato di Milano quando incontrò la Bona mentre pascolava le greggi. Se ne innamorò, la sposò. Da quel momento lei seguì il marito in tutte le imprese guerresche.
Sul finire del secolo, i Grigioni iniziarono a compiere delle razzie nell'area, sfruttando anche le contrapposizioni tra cittadine locali come quelle secolari tra Cosio e Morbegno. Da Milano i nuovi padroni del ducato, gli Sforza, decisero di infeudare l'intera Valtellina ad un loro rappresentante, il cardinale Ascanio, il quale nel 1494 riuscì a ristabilire la pace nell'area, ma non a combattere le calamità come la peste (manifestatasi in tre ondate, nel 1478-80, nel 1498 e nel 1501) né le alluvioni come quella del 1476 e quella del fiume Bitto del 1498. Quando il dominio sforzesco nel ducato milanese cadde nel 1500, gli subentrò quello francese che perdurò per ben dodici anni sino a quando, nel 1512 Cosio passò come il resto del territorio valtellinese sotto il dominio delle leghe dei Grigioni: il "communis Coxij" risultava essere tra i più floridi della vallata per economia e cultura, con grandi terreni adatti al pascolo, boschi e aree per la coltivazione, vigneti e numerosi capi d'allevamento. Nel 1598 la città venne visitata da Feliciano Ninguarda, vescovo di Como ma originario di Morbegno, il quale annota negli atti della cura pastorale la presenza di circa 250 abitanti.

### Il Seicento e la Guerra dei Trent'anni
Il Seicento fu un'altra epoca non facile per Cosio che già dal luglio del 1620 si trovò a dover fronteggiare le problematiche della cacciata dei protestanti nel cosiddetto Sacro Macello valtellinese, fino a venir toccata poi dai pochi stralci italiani della Guerra dei Trent'anni che, con la discesa dei lanzichenecchi in Italia, portò una nuova epidemia di peste nel morbegnese, decimando più della metà della popolazione. Infine nel 1639 giunse la pacificazione: Grigioni, Milano, spagnoli e francesi non si sarebbero più contesi la Valtellina che restava di diritto in mano agli svizzeri ma con l'obbligo che non vi fosse ammessa la religione riformata.

### La lenta ripresa
Da quel momento in poi si innescò una lenta ma progressiva ripresa economica della cittadina oltre alla fine del dominio grigione con l'avanzata delle truppe napoleoniche nel 1797 che posero in un primo momento Cosio Valtellino sotto il distretto IV di Morbegno, per poi comprenderlo dal 1801 nel distretto III di Sondrio e concedendogli il titolo di comune di III classe dell'Impero francese (aveva infatti 1 192 abitanti in tutto).
Col ritorno degli austriaci e la restaurazione, Cosio venne compresa tra i comuni principali nel cantone V di Morbegno ed al suo ingresso nel Regno d'Italia, nel 1861, ne contava 1692; fu quella l'epoca in cui il comune ottenne la denominazione ufficiale attuale di Cosio Valtellino (1863).

### Dalla fine dell'Ottocento ai giorni nostri

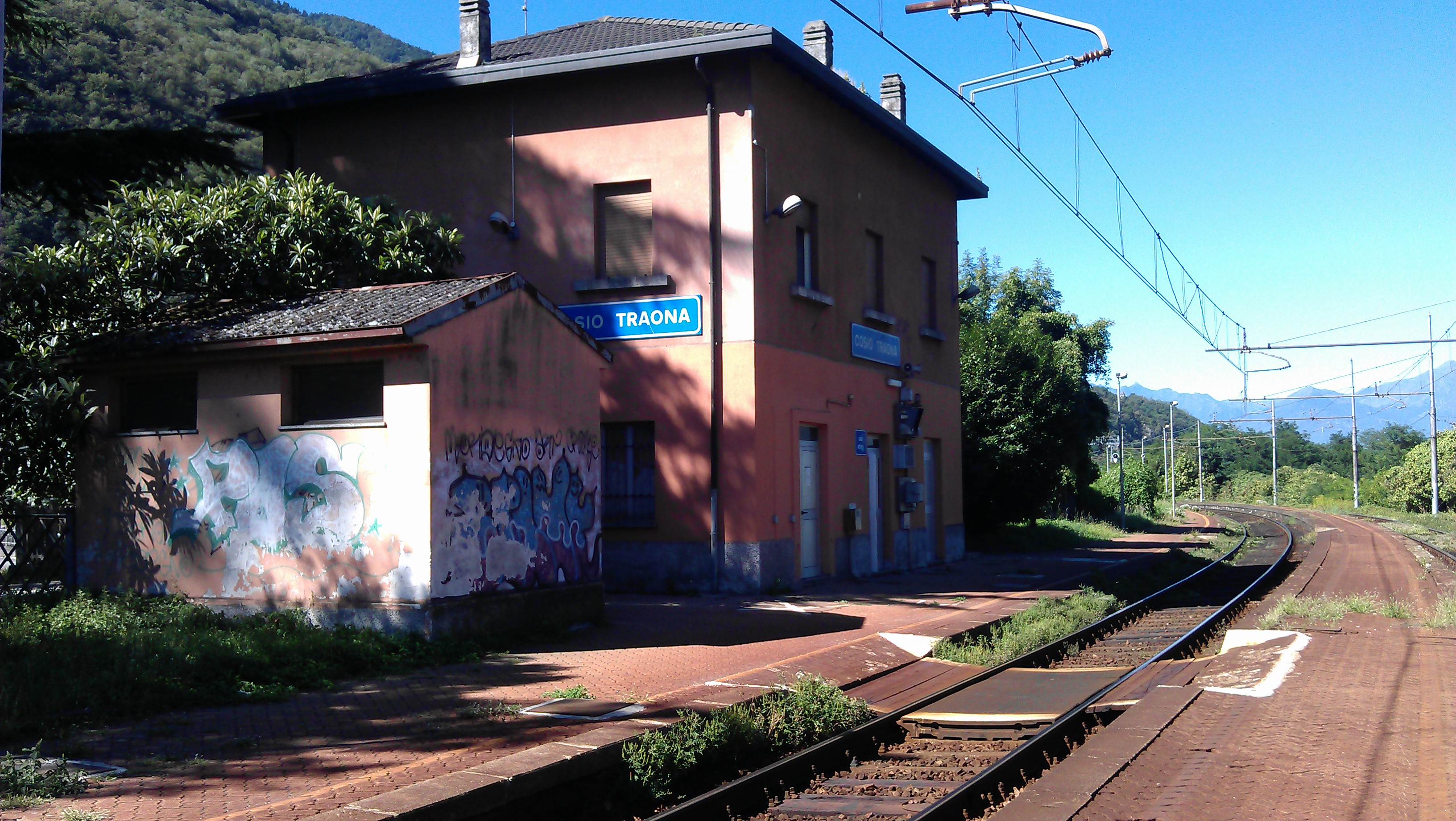
La stazione ferroviaria di Cosio-Traona

Sul finire del secolo, sostenute dall'aumento demografico, iniziarono a prolificare le prime industrie rilevanti sul territorio e nel 1897 venne a crearsi la Società Elettrica Morbegnese che, proprio sul torrente Cosio, costruì una centrale elettrica per servire Morbegno. Vennero installate anche numerose cartiere e latterie. L'anno successivo il paese venne visitato da Teodoro Valfrè di Bonzo, vescovo di Como.
Una nuova crescita demografica si ebbe a seguito della Seconda Guerra mondiale dove gli abitanti si attestarono a 3194, soprattutto a causa della discesa a fondo valle degli abitanti che risiedevano nelle aree montane circostanti.

### Simboli
Lo stemma e il gonfalone sono stati concessi con decreto del presidente della Repubblica del 16 dicembre 1966.
Il gonfalone è un drappo partito di rosso e di giallo.

## Monumenti e luoghi d'interesse

### Architetture religiose

#### Abbazia di San Pietro in Vallate
L'antica chiesa abbaziale del priorato cluniacense di San Pietro in Vallate è tutto ciò che è rimasto di un antico complesso monastico, fondato a partire dal 1078 su terreni donati alla chiesa dei Santi Pietro e Paolo di Cluny da Ottone e Boniza, due abitanti dell'Isola Comacina. La costruzione del priorato durò fino al 1110 e avvenne grazie alla collaborazione di Alberto di Prezzate.
Della struttura, realizzata in pietra ed un tempo sede di una comunità molto prospera legata a quella dei frati di Piona ancora oggi esistente, un tempo esisteva la chiesa con due navate in parte coperte da volte a botte e terminanti in rispettive absidi, con il campanile a innestarsi nella navata più piccola. Lo stesso campanile, unitamente a parte di una delle absidi, è tutto ciò che resta della chiesa dell'XI secolo. Esternamente l'abside con l'altare era riccamente decorato come si può ancora oggi notare, con archetti ciechi semicircolari posti sotto il tetto e da decorazioni in cotto.

#### Chiesa parrocchiale di San Martino
Chiesa di antiche origini tradizionalmente legata alla pieve di Olonio, la chiesa di San Martino divenne parrocchia autonoma nel 1428. La prima pietra dell'edificio venne posta nel 1158 ad opera della comunità locale e costruita poi con una pianta a croce latina, dotata di una sola navata. Ampliata tra il XV ed il XVII secolo, al suo interno conserva ancora degli affreschi cinquecenteschi di buona fattura come un "San Sebastiano" ed un "San Martino a cavallo", oltre ad oggetti artistici del medesimo periodo. Opera spuria è invece un "Martirio di San Bartolomeo" del XVII secolo donato da un emigrato a Napoli, un tempo conservata presso l'oratorio di Piantina che oggi è stato distrutto.

## Società

### Evoluzione demografica
Analizzando l'evoluzione demografica del comune di Cosio Valtellino, ci si accorge che essa è sostanzialmente articolata su un continuo crescendo sin dalle epoche più remote. Le prime informazioni pervenuteci circa la popolazione sono da ricondurre a visite pastorali e documenti ecclesiastici. Unico periodo di crisi di popolazione dovuta essenzialmente all'emigrazione è il ventennio 1920-1940.

#### Demografia pre-unitaria
- 1598: 250 abitanti
- 1624: 530  abitanti
- 1801: 1 197 abitanti
- 1815: 1 413 abitanti
- 1853: 1 563 abitanti

#### Demografia post-unitaria
Abitanti censiti

### Lingue e dialetti
Nel comune è molto diffuso il dialetto valtellinese, dialetto della lingua lombarda, lingua romanza derivata dal latino. Vi si trovano anche tracce di dialetto comasco, dialetto chiavennasco e di lingua romancia.

### Religione
La maggioranza della popolazione è cattolica. L'immigrazione di cittadini comunitari ed extra-comunitari ha portato all'insediamento di minoranze di musulmani e ortodossi.
Nel comune sono presenti tre parrocchie cattoliche appartenenti alla diocesi di Como.

## Cultura

### Cucina

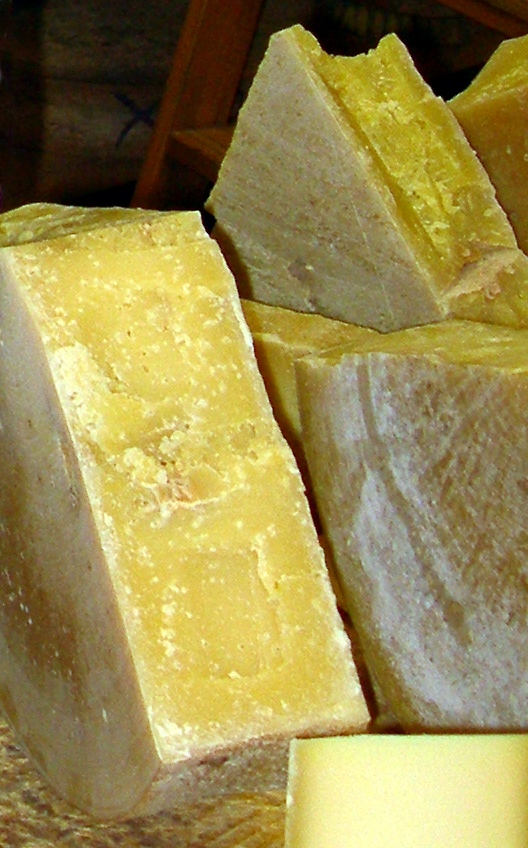
Il bitto è uno dei formaggi tipici valtellinesi più prodotto a Cosio Valtellino

Tra i prodotti tipici di Cosio Valtellino spiccano i formaggi, nelle varietà bitto e casera, prodotti negli alti pascoli del suolo comunale che si estende sino ai monti circostanti.

## Infrastrutture e trasporti

### Strade
Cosio Valtellino è attraversato dalla ex SS38 (attualmente strada Provinciale a seguito di declassamento) che lo attraversa, in direzione di Morbegno nonché servito dalla S.S. 38 che nel territorio di Cosio presenta uno svincolo d'accesso e di uscita.

### Ferrovie e trasporto pubblico
Cosio è servita dalla fermata ferroviaria di Stazione di Cosio-Traona, che si trova nel territorio comunale.

## Amministrazione
Di seguito viene riportata la serie cronologica dei sindaci del Comune di Cosio Valtellino.
| Periodo        | Periodo        | Primo cittadino   | Partito                         | Carica  | Note   |
| -------------- | -------------- | ----------------- | ------------------------------- | ------- | ------ |
| 26 maggio 2013 | 10 giugno 2018 | Alan Vaninetti    | Lista civica Cosio per tutti    | Sindaco | [ 10 ] |
| 10 giugno 2018 | 14 maggio 2023 | Alan Vaninetti    | Lista civica Cosio V. per tutti | Sindaco | [ 10 ] |
| 14 maggio 2023 | in carica      | Giorgio De Giobbi | Lista civica Cosio V. per tutti | Sindaco | [ 10 ] |